# مركبات نيجام المدرعة
شركة مركبات نيجام المدرعة المحدودة ( AVANI ) هي شركة دفاعية مملوكة للدولة الهندية ، ويقع مقرها الرئيسي في أفادي ، تشيناي ، الهند ، وقد تأسست في عام 2021 كجزء من إعادة هيكلة مجلس مصنع الذخائر وضمه إلى سبع مؤسسات مختلفة للقطاع العام .    تقوم شركة أفاني بتصنيع المركبات القتالية المدرعة ودبابات القتال الرئيسية ومحركاتها لاستخدامها من قبل القوات المسلحة الهندية والجيوش الأجنبية.